# Visitacao Lobo
Visitacao Lobo (Goa, 1946 - Ibídem, 28 de junio de 2014) fue un futbolista indio que jugaba en la demarcación de delantero.

## Biografía
Debutó como futbolista con el Sesa FA en 1966 tras pasar por varios clubes menores. Jugó durante cuatro temporadas, hasta que el Salgaocar SC le fichó por una temporada. En 1971 volvió al Sesa FA para jugar hasta 1980, año en el que se retiró. Además jugó un partido para la selección de fútbol de la India, llegando a ser la primera persona de Goa en jugar para la selección. También llegó a jugar una vez para el Goa football team para disputar el Trofeo Santosh.
Falleció el 28 de junio de 2014 a los 68 años de edad.

## Clubes
| Club         | País  | Año         |
| ------------ | ----- | ----------- |
| Sesa FA      | India | 1966 - 1970 |
| Salgaocar SC | India | 1970 - 1971 |
| Sesa FA      | India | 1971 - 1980 |